# Сан-Симан-ди-Говея
Сан-Сима́н-де-Гове́я (порт. São Simão de Gouveia) — район (фрегезия) в Португалии, входит в округ Порту. Является составной частью муниципалитета Амаранте. По старому административному делению входил в провинцию Дору-Литорал. Входит в экономико-статистический субрегион Тамега, который входит в Северный регион. Население составляет 740 человек на 2001 год. Занимает площадь 12,79 км².
Покровителем района считается Симон Кананит (порт. Simão).

## Демография
| 1950 | 1960 | 1970 | 1981 | 1991 | 2001 |
| 1251 | 1185 | 1095 | 982  | 861  | 740  |